# 사랑

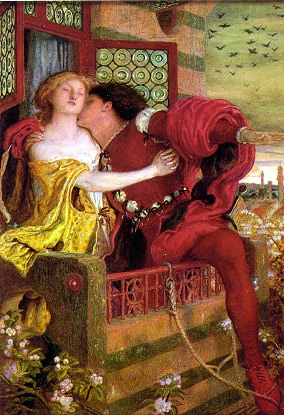
1867년 포드 매독스 브라운에 의해 3막 발코니에서 헤어지는 로미오와 줄리엣

사랑(영어: love)은 깊은 상호 인격적인 애정에서 단순한 즐거움까지를 아울러서 강하며 긍정적으로 경험된 감정적 정신적 상태이다. 즉 좋아하고 소중히 여기는 마음을 말한다. 대표적인 예로 모성애와 부성애, 가족 또는 연인과의 사랑을 들 수 있다. 넓은 의미에서 사람 또는 동식물 이외의 대상, 즉, 조국이나 사물에 대한 사랑도 포함된다. 어원적으로 한국어의 명사 '사랑'의 옛말은 '다솜'이며, 동사 '사랑하다'의 옛말로 '괴다', '닷다', '얼다' 등이 있다. '괴다', '고이다'의 원뜻은 '생각하다'인데, 이는 사랑한다는 것이란, 곧 "누군가를 끊임없이 생각하고 웃음이 난다." 라는 뜻을 담고 있다. 이와 대비되는 옛말로 '얼다'가 있는데 '괴다'는 정신적인 사랑을 뜻하지만 '얼다'는 육체적인 사랑을 뜻한다. 더불어 '어론님'은 "정분을 맺은 임"이라는 뜻이다. '닷다'는 "애틋하게 사랑하다." 라는 뜻이다. 또한 사랑은 인간의 감정의 형태로도 존재할 수 있다.

## 종류
존 앨런 리는 사랑하는 관계에 대해서 사랑을 의미하는 그리스어 단어 5가지와 라틴어 단어 1가지를 이용해 유형을 나누었다. 리는 아래 낭만적, 우애적, 유희적 사랑을 일차적 사랑으로 분류하고 이 유형들을 사랑의 3원색으로 지칭하고 이 중 2가지가 혼합된 것이 이차적 사랑으로서 실용적, 헌신적, 소유적 사랑으로 분류한다.
사랑은 종류가 다양해 명확하게 정의하기 힘들고 변형도 많다. 영어에서 사랑은 "love"라는 단어 하나만 있는 반면, 고대 그리스인들은 사랑에 대해 다섯 가지 그리스어로 표현했다.

### 존 앨런 리의 분류

#### 낭만적 사랑
낭만적 사랑 "에로스"(Eros)는 감각적인 욕구와 갈망을 가진 열정적인 사랑을 뜻한다. 현대 그리스어 "erotas"는 낭만적인 사랑을 뜻한다. "erotic"은 "eros"에서 파생된 용어이다. 고전적 세계에 있어서, 사랑이라는 현상은 일반적으로 광기 또는 테이아 마니아(고대 그리스어: theia mania, 신들로부터의 광기)로 이해되었다. 이 사랑의 열정은 은유적이고 신화적인 "사랑의 화살", "사랑의 과녁"으로 묘사된다. 본래 에로스는 그리스 신화 속에 나오는 사랑의 신 이름이다. 플라톤에 있어서는 이데아로 가고 싶은 상태를 에로스라고 한다.

#### 우애적 사랑
우애적 사랑 "스토지"(Storge)는 친밀한 친구에게서 느끼는 우정에 주 요소가 되는 사랑으로 서서히 발전하며 오래 지속되는 사랑이다. 오랜 기간 친구로 사귀다가 연인으로 발전하며 편안하고 정다우며 신뢰가 바탕을 이룬다. 갈등을 원만히 해결하고 서로 강한 상처를 주며 끝나는 형태는 드물다.

#### 유희적 사랑
유희적 사랑 "루더스"(Ludus)는 놀이를 하듯 재미와 쾌락을 중시하며 즐기는 형태의 사랑으로 상대에 대한 집착이나 관계의 지속을 위한 계획에 관심이 없다. 흔히 여러 명을 동시에 사귀며 고정된 연인상도 가지고 있지 않다. 돈후안이나 플레이보이가 이 유형의 예시로 들 수 있다.

#### 실용적 사랑
실용적 사랑 "프라그마"(Pragma)는 이성에 근거한 현실적이고 합리적인 사랑으로 논리적 사랑이라고 하기도 한다. 상대방을 선택할 때 성격, 가정배경, 교육수준, 종교, 취미 등 관계가 안정적이고 지속적일 수 있는 조건을 고려한다. 이렇게 고른 연인과는 후에 강렬한 애정 감정과 열정이 뒤따르기도 한다. 우애적 사랑과 유희적 사랑이 결합된 것으로 분류된다.

#### 이타적 사랑
이타적 사랑 "아가페"(Agape)는 무조건적이고 헌신적으로 타인을 위하고 보살피는 사랑으로 사랑받을 자격을 가지고 있는지 여부나 그로부터 돌아오는 보상에 상관없이 주어지는 헌신적인 사랑이다. 진정한 사랑이란 받는 것이 아닌 주는 것이며, 자기 자신보다 상대방의 행복과 성취를 위해 희생하는 것이라 여긴다. 낭만적 사랑과 우애적 사랑이 혼합된 형태다.
신약성서 시대에는 사랑을 가리키는 말로 Agape, Philos 등이 있었다. Agape는 대가를 기대함이 없거나 기대할 수 없는 사랑이며, 주로 하나님의 사랑을 표현할 때 성경에서 많이 쓰였다. philos는 후원자와 후원받는 관계로 곧 내가 도운 만큼 대가를 기대하는 사랑을 뜻한다.

#### 소유적 사랑
소유적 사랑 "마니아"(Mania)는 상대방에 대한 소유욕과 집착을 중요 요소로 하는 사랑이다. 상대방을 완전히 소유하고, 나 자신이 소유당하는 것이 사랑이라는 생각에 집착하기 때문에 강한 흥분과 깊은 절망의 극단을 오간다. 낭만적 사랑과 유희적 사랑이 혼합된 것으로 분류된다.

### 고대 그리스인들의 분류
1. storge : 부모가 자식들에게 느끼는 것 같은 타고난 사랑.
2. eros : 열정과 육체적인 관계에 기반한 로맨틱한 사랑.
3. ludus(라틴어) : 아이들끼리의 장난스러운 사랑 또는 가벼운 연인 사이의 사랑.
4. philia : 우정
5. pragma : 성숙한 사랑. 인내심, 아량을 가지며, 때론 서로 타협함.
6. philautia : 자기애.
7. agape : 아무것도 바라지 않는 무조건적이고 이타적인 사랑.

## 과학적 관점
역사상 사랑에 대한 탐구는 대체로 철학과 종교의 영역이었다. 그러나 20세기에 심리학이 발전하면서 이 주제를 과학적으로 접근하는 길이 나타났으며, 최근에는 진화심리학, 진화생물학, 인류학 및 생물학 등을 통해 사랑의 실재에 대해 보다 심도있는 이해를 얻을 수 있었다. 본능에 가깝지만 동물도 자기의 자식을 번식시키고 사랑하는 욕구를 가지고 있다.

### 생물학적 측면
생물학은 대체로 사랑을 배고픔 또는 목마름과 같은 동물적 욕구의 일종으로 본다. 사랑에 관해 많은 연구를 한 인류학자 헬렌 피셔(Helen Fisher)는 사랑을 크게 정념(lust)과 연심(attraction) 및 애정(attachment)의 세 단계로 나누는데, 각 단계는 명확히 구분되지 않고 서로 겹치는 부분이 있다고 한다. 그에 따르면 정념은 사람을 다른 사람에게로 이끌고, 연심은 사람들이 연애 관계에 자신들의 노력을 집중시키도록 하며, 애정을 통해 아기가 태어나 자라는 동안 배우자와의 관계를 지속하게 된다고 한다.
정념은 초기에 사람들을 이성관계로 이끄는 감정으로, 테스토스테론과 에스트로겐 등의 호르몬 분비량의 증가와 관계가 있다. 이 효과는 대체로 몇 주 내지는 몇 달 이내에 끝난다. 그 다음 단계인 연심은 연애의 대상을 특정한 개인으로 집중시키는 감정이다. 뇌과학의 최근 연구 결과에 따르면, 사람은 사랑에 빠질 때 뇌에서 페로몬, 도파민, 노르에피네프린 및 세로토닌 등의 호르몬이 분비되어 쾌락중추를 자극하고, 이로 인해 심박수의 증가와 식욕과 수면욕의 감퇴 및 강한 흥분 상태 등을 경험하게 된다고 한다. 연구는 이 상태가 대체로 1.5년에서 3년가량 지속됨을 보여준다.
생화학적 관점 뿐만 아니라 뇌과학적 관점도 있다. 중뇌의 복측피개영역(VTA)과 배쪽창백(VP), 솔개핵(RN)을 주목할 필요가 있다. 복측피개영역은 보상체계(Reward System)이며, 쾌락중추이다. 동기부여와 보상에 관여하며, 쾌락에도 관여한다. 도파민을 분비하여 온몸으로 전달한다. 사랑에 빠진 연인들은 복측피개영역이 빛났고(활성화되었고), 이 영역이 활성화되면 코카인(마약, 약리작용)에 중독된 환자처럼 행복해진다고 한다.(복측피개영역에서 나온 도파민이 중격측좌핵(NAC)으로 이동하여 중격측좌핵이 활성화된다. 이를 통해 유추해볼 때 뇌과학의 관점에서 실연은 마약을 끊는 행위나 다름 없다고 볼 수 있다.) 복측피개영역 이외에도 사랑에 관여하는 영역인 배쪽창백은 바소프레신과 스트레스 감소 호르몬(코르티솔) 분비, 솔개핵은 세로토닌을 분비한다고 한다. 뇌의 특정 부위에 전기 자극을 주면 인간이 아주 강한 쾌락을 느낀다는 것이 실험에 의해 밝혀졌다. 실험 참가자들은 이 자극이 성적 쾌락을 느낄 정도였다고 하였다. 일부 참가자들은 실험을 이끄는 연구원들에게 강한 연애 감정을 느낄 정도였다고 했다.
사랑의 여러 유형 중, 열정적인 사랑은 뇌의 보상 체계에 크게 의존한다. 또 다른 유형은 우정 같은 사랑이다. 이 경우 열정적인 사랑과 다른 신경 화학물질들이 관여한다. 열정적인 사랑보다는 덜 강렬하지만, 동지애, 존경심, 서로의 약점에 대한 이해, 신뢰 등이 더 중시된다. 또한 육체적인 관계보다 참여자 간 가치관 공유에 더 중점을 둔다.

## 같이 보기
- 우정
- 연애

## 참고 자료
- EBS 뇌로 보는 인간 4부 - 섹스
- EBS 다큐프라임 - 사랑의 과학
- EBS 다큐프라임 - 부부는 무엇으로 사는가
- 로라 무챠 (2019). 《러브 팩추얼리》. Being.